# 馬震章
馬震章（1501年—1562年），字國華，號梅莊，應天府溧陽縣人，明朝政治人物。同進士出身。

## 生平
原名馬章，嘉靖七年（1528年）舉戊子科應天府鄉試第五十七名。嘉靖二十三年（1544年）中式甲辰科會試第八十二名，登第三甲第一百五十七名進士。授刑部主事，擢刑部员外郎，审录河南狱囚，全活非死罪数百人。历官彰德府知府，升山东按察司副使，三十八年正月科道拾遗閑住。卒于明嘉靖四十一年（1562年），寿六十有二。

## 家族
曾祖馬濛；祖父馬永慶；父馬肅，母楊氏。永感下。弟馬震彦，监生。